# Parure met huisdiamanten

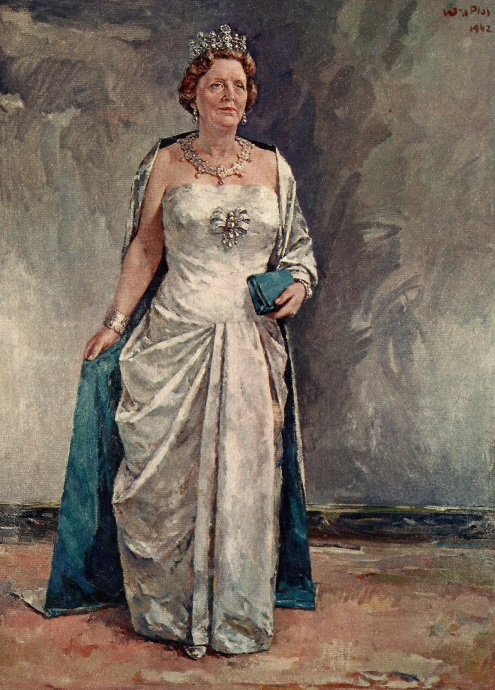
Staatsieportret van koningin Juliana met de volledige parure: tiara, collier en devant de corsage. (Wim van de Plas, 1962)

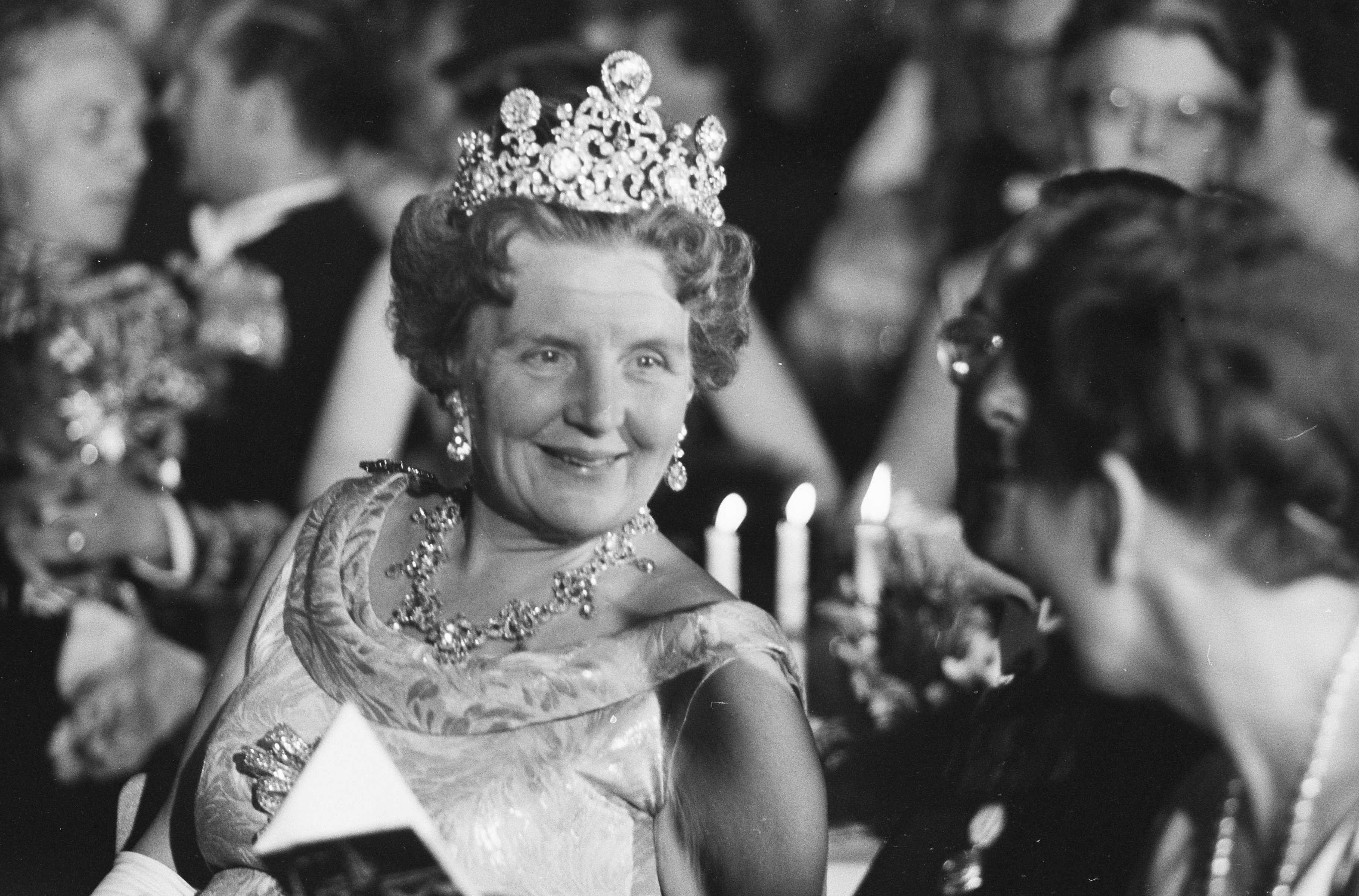
Koningin Juliana draagt de parure tijdens een feestavond op Koninginnedag 1962

De parure met huisdiamanten is een 19e-eeuwse parure van het Nederlands Koninklijk Huis, die bestaat uit een tiara, collier en een devant de corsage. De parure wordt ook wel Huisdiamanten-parure of Stuart-parure genoemd.

## Geschiedenis
Hoewel de parure in de 19e eeuw werd gemaakt, zijn onderdelen ervan ouder. Het bekendste onderdeel is een peervormige diamant van bijna veertig karaat, die wel bekend staat als Stuart- of Holland-diamant. De dan nog ongeslepen diamant werd in 1690 door Willem III van Oranje, koning van Engeland, Schotland en Ierland, en zijn vrouw Mary Stuart gekocht. De diamant werd waarschijnlijk in Amsterdam geslepen en gezet in een broche. Na Willems dood eiste zijn schoonzus en opvolgster Anna de steen op, maar de diamant verhuisde met andere zaken naar de Nederlanden en kwam in bezit van Johan Willem Friso.
De Stuart vererfde verder in de familie. Ten tijde van prins Willem IV werd voor de diamant een hanger gemaakt. In 1782 bepaalde zijn opvolger, erfstadhouder Willem V van Oranje-Nassau, dat bepaalde diamanten en parels voor altijd eigendom moesten blijven van "’t doorlugtig huys". Tijdens zijn ballingschap eind 18e eeuw in Londen, werd op advies van koningin Charlotte de Stuart opnieuw gezet door juwelier Rundell & Bridge. In 1851 werd de Stuart als Holland Diamond geëxposeerd tijdens de 'Great Exhibition', de wereldtentoonstelling in Londen.
Ter gelegenheid van het aanstaande huwelijk van koning Willem III in 1879 werd door de Koninklijke Nederlandse Fabriek van gouden en zilveren werken J.M. van Kempen & Zonen een parure gemaakt voor zijn bruid, Emma van Waldeck-Pyrmont, waarin de Stuart en andere diamanten werden verwerkt. De Van Kempen-parure bestond uit een tiara, een collier en borststukken. Emma droeg de parure, met aan haar collier de Stuart, ter gelegenheid van het huwelijk van haar zus Helena in 1882 op Windsor Castle.

## Parure
Met het oog op de troonsbestijging van koningin Wilhelmina, liet Emma in 1897 een parure voor haar maken bij juwelier Eduard Schürmann & Co in Frankfurt. De juwelier kreeg hiervoor de beschikking over de Van Kempen-parure en andere kroonjuwelen. Schürman maakte in hetzelfde jaar ook de Pauwenstaart-parure. Beide parures bestaan uit een tiara, een halsketting en een devant de corsage. De tiara van de huisdiamantenset bevat onder meer tien grotere roosgeslepen diamanten, midden bovenop is de Stuart geplaatst, die kan worden gedemonteerd. De twee grote diamanten aan weerszijden van de Stuart kunnen ook als oorbel worden gedragen. Het diamanten collier bestaat uit met grotere en kleinere schakels, met diamanten hangers. De devant de corsage is opgebouwd uit drie rijen strikken, met vijf diamanten hangers onderaan. De broche kan op verschillende manieren worden gedragen, bijvoorbeeld met twee rijen strikken.
Koningin Wilhelmina droeg de tiara geregeld, de andere onderdelen minder. De volledige parure droeg ze een enkele maal voor een portret. Koningin Juliana droeg de parure vaker, onder andere tijdens een galadiner op de avond van haar inhuldiging (1948) en tijdens een staatsbanket ter ere van koningin Elizabeth II in 1958. Ze draagt de set ook op een staatsieportret dat Max Koot in 1960 van de koningin en prins Bernhard maakte.
Koningin Beatrix heeft geen enkel onderdeel van de set ooit in het openbaar gedragen. Prinses Laurentien droeg de devant de corsage (met twee rijen strikken) aan de vooravond van de inhuldiging van koning Willem-Alexander. Koningin Maxima draagt diverse onderdelen van de parure, ze droeg onder meer het devant de corsage tijdens een staatsbezoek aan Japan in 2017, het collier en een klein onderdeel van de devant de corsage tijdens een staatsdiner voor de Argentijnse president in 2017. Tijdens een staatsbezoek aan Luxemburg in 2018 droeg zij de vereenvoudigde versie van de tiara, de strikkenbroche (zonder hangers) en de twee grote diamanten uit de tiara als oorstekers. In hetzelfde jaar droeg zij de tiara, mét Stuart, en devant de corsage tijdens een staatsbanket op Buckingham Palace.

## Fotogalerij

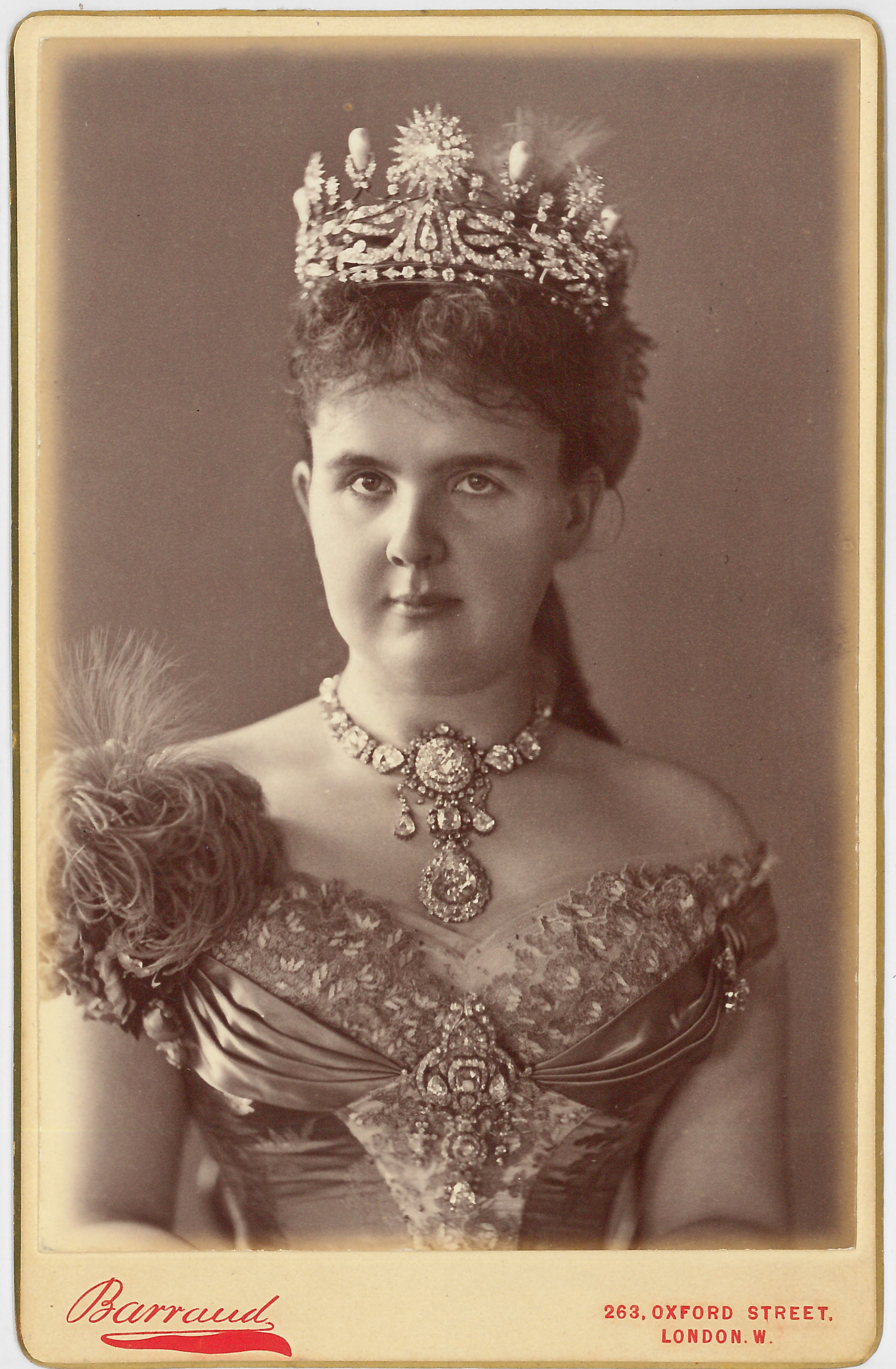
1882: Emma met de Van Kempen-parure. Aan haar collier de Stuart-diamant.
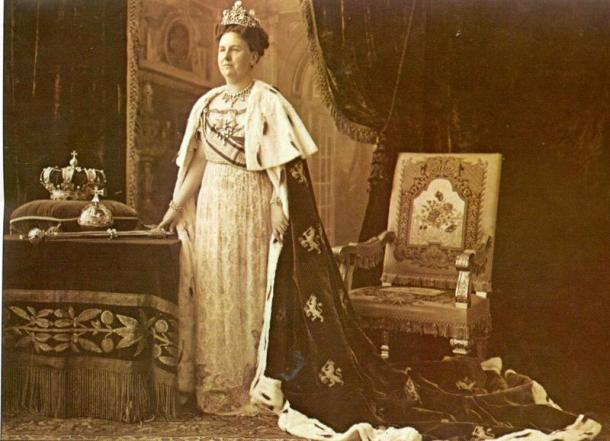
1928?: Koningin Wilhelmina, omhangen met de koningsmantel, draagt de parure met huisdiamanten, naast haar een credenstafel met de regalia.
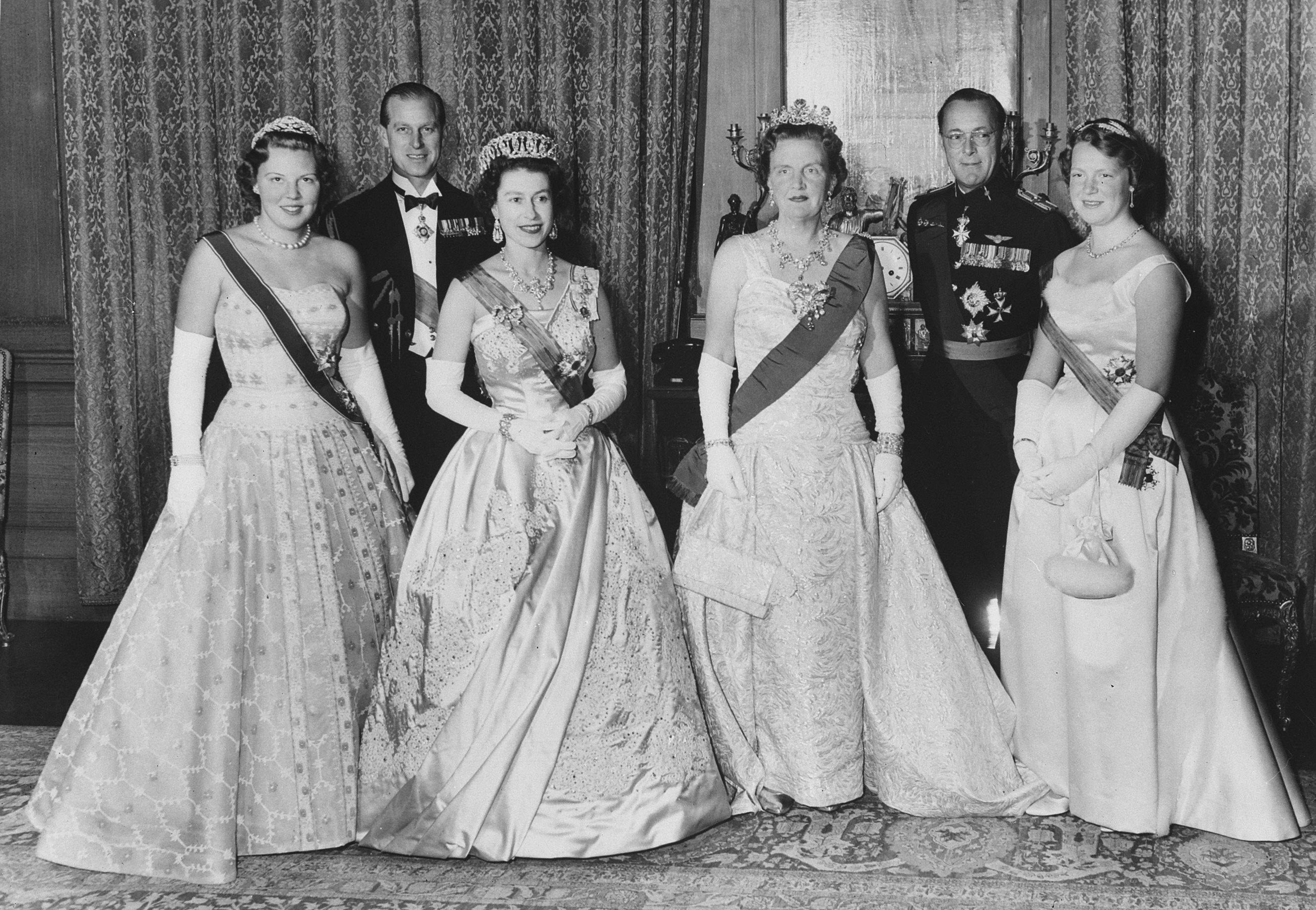
1958: v.l.n.r. prinses Beatrix, prins Philip, koningin Elizabeth II, koningin Juliana (met de parure), prins Bernhard en prinses Irene.